# Ефект Марти Мітчелл

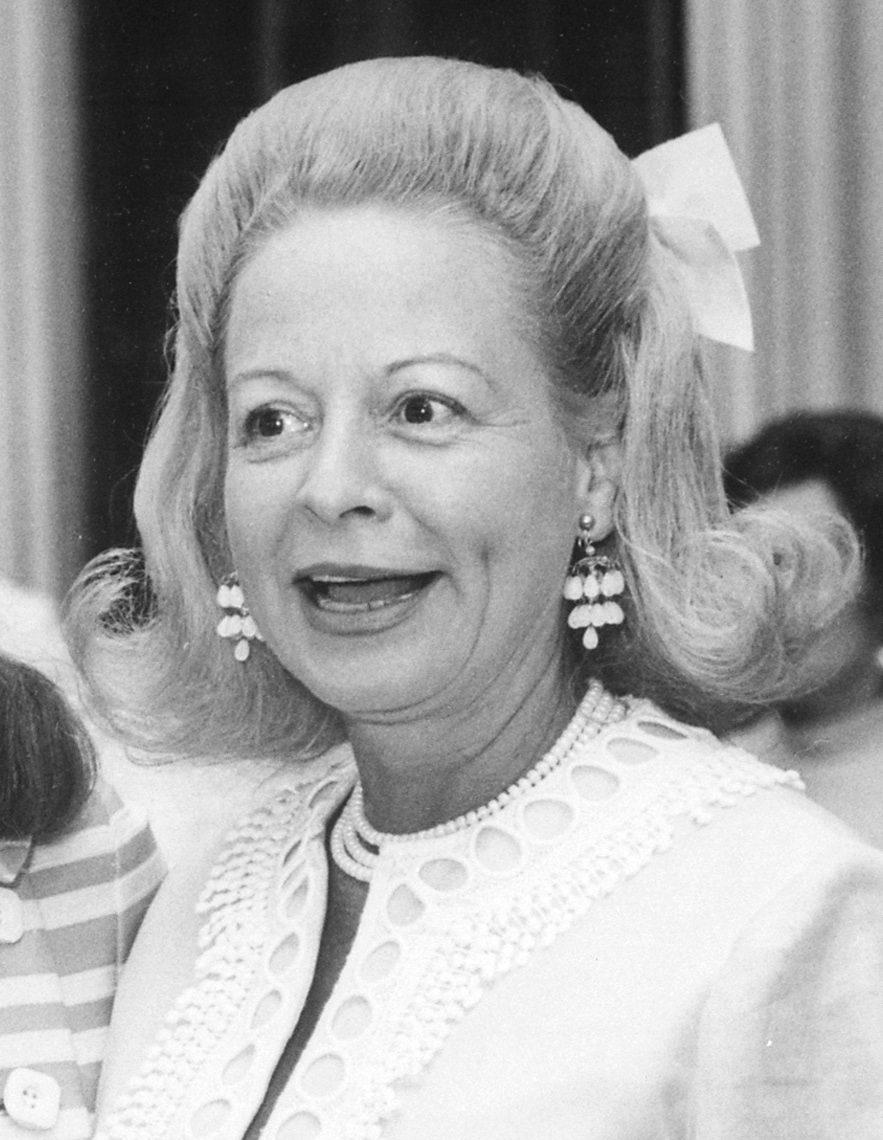
Марта Мітчелл, на честь якої і названо ефект

Ефект Марти Мітчелл виникає, коли медичний працівник називає точне сприйняття пацієнтом реальних подій маренням, що призводить до неправильного діагнозу.

## Опис
За словами Белла та ін., «Іноді малоймовірні повідомлення помилково вважаються симптомами психічного захворювання (Maher, 1998)», через «нездатність або нездатність перевірити, чи дійсно відбулися події, незалежно від того, наскільки неймовірними інтуїтивно вони можуть здатися зайнятому клініцисту». 
Приклади таких ситуацій:
- Переслідування організованою злочинністю[3]
- Спостереження правоохоронців[3]
- Зрада чоловіка[3]
- Фізичні проблеми

Цитуючи психотерапевта Джозефа Берке, автори повідомляють, що «навіть у параноїків є вороги». Маячні ідеї є «ненормальними переконаннями» і можуть бути дивними (вважатися неможливими, щоб бути правдою) або не дивними (можливими, але клініцистами вважаються дуже малоймовірними). Переконання про отруєння, стеження, подружню невірність або змову на робочому місці є прикладами не дивних переконань, які можна вважати оманою. Клініцисти можуть поставити неправильний діагноз будь-якому пацієнту, особливо пацієнтам з анамнезом параноїдальних ідей. 
У пацієнта може бути діагностовані марення, якщо їхні скарги стосуються медичних працівників або закладів охорони здоров’я, навіть якщо в анамнезі пацієнта немає марення. «Пацієнта, який приходить із заявою про те, що його поранив інший медичний працівник, вважають божевільною людиною, яка потенційно може зруйнувати кар’єру невинного колеги».

## Походження
Психолог Брендан Магер назвав ефект на честь Марти Мітчелл. Мітчелл була дружиною Джона Мітчелла, генерального прокурора США в адміністрації Ніксона. Коли вона стверджувала, що чиновники Білого дому займаються незаконною діяльністю, її заяви пояснювалися психічним захворюванням. Проте врешті-решт факти Вотергейтського скандалу виправдали її та отримали ярлик «Кассандра з Вотергейта».
Хоча було заявлено, що багато з її звинувачень залишаються недоведеними, навіть деякі з крайніх знайшли підтвердження. Вона стверджувала, що під час візиту до Каліфорнії після того, як її чоловіка викликали назад до Вашингтона, їй ввели наркотики та поставили під охорону, щоб не дати їй вийти з готелю чи телефонувати у ЗМІ. У 1975 році Джеймс МакКорд підтвердив, що її історія правдива, як повідомлялося в The New York Times. Більше доказів, що підтверджують твердження Мітчелла, було опубліковано в статті Newsweek за 2017 рік про призначення посла США. У 2022 році Netflix випустив документальний фільм під назвою «Ефект Марти Мітчелл».